# Ambasada Franței în Letonia
Ambasada Franței în Letonia (în franceză Ambassade de France en Lettonie) este reprezentanța diplomatică a Republicii Franceze în Republica Letonia. Sediul ambasadei se află la  Riga, capitala Letoniei, iar misiunea de ambasador este îndeplinită, din 2020, de Aurélie Royet-Gounin.

## Istoric
Franța a fost unul dintre primele state care au sprijinit independența Letoniei și a recunoscut noul stat pe 28 aprilie 1920, iar în cursul aceluiși an a deschis acolo prima sa legație. Cu toate acestea, noul stat Letonia a fost recunoscut de drept abia la 26 ianuarie 1921 la Conferința Țărilor Aliate de la Paris, datorită sprijinului președintelui Republicii Franceze, Alexandre Millerand, și angajamentului activ al ministrului de externe, Aristide Briand. Franța nu a recunoscut anexarea Letoniei de către URSS în 1940, dar relațiile diplomatice au trebuit să fie întrerupte pentru mai mult de 50 de ani. În urma destrămării Uniunii Sovietice și a proclamării independenței Letoniei la 21 august 1991, Franța a recunoscut noul stat Letonia la 27 august 1991, împreună cu celelalte țări membre ale Comunității Europene. Relațiile diplomatice dintre Franța și Letonia au fost reînnoite la 30 august 1991, la nivel de ambasadă.

## Adresă

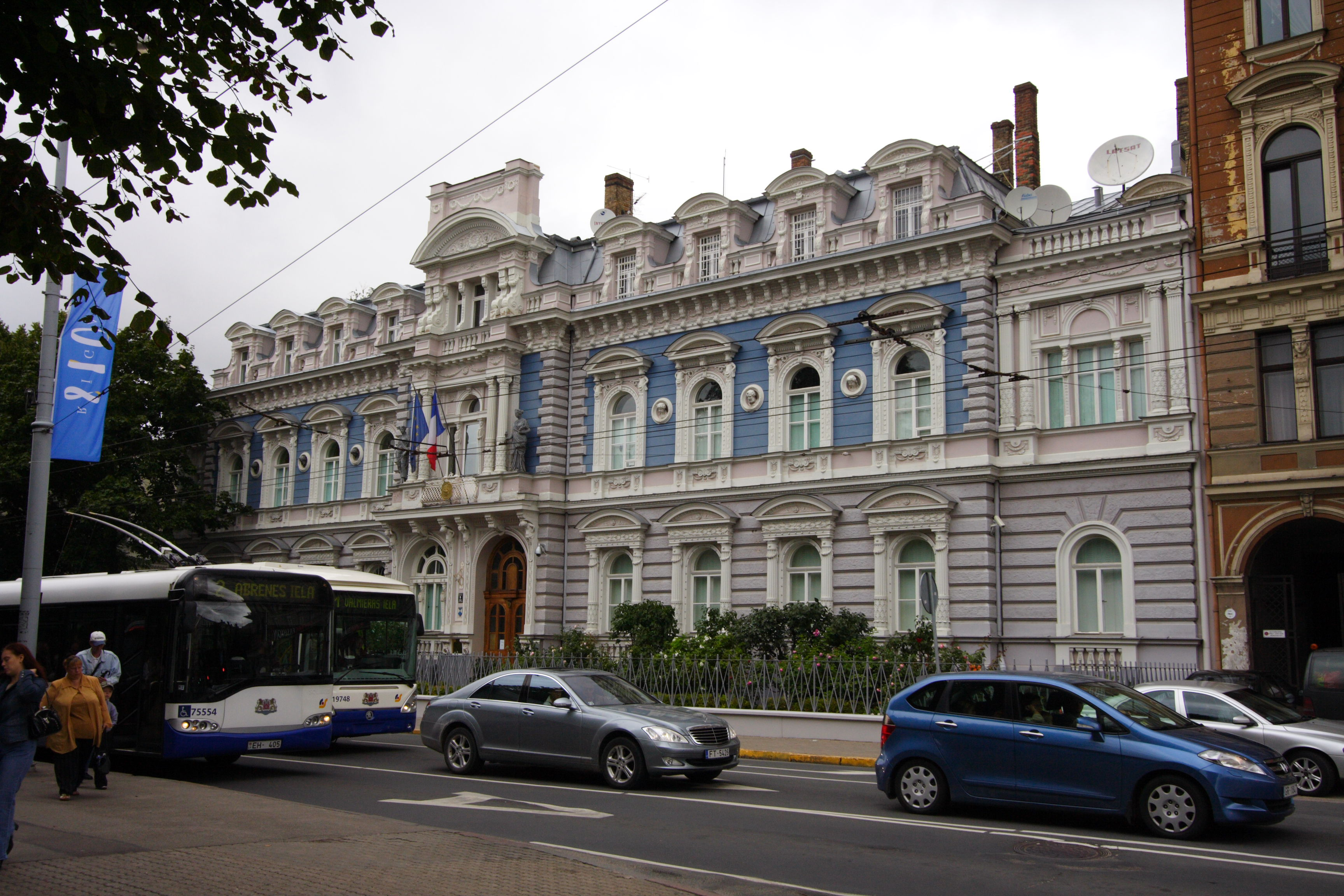
Clădirea ambasadei proiectată de.

Ambasada este situată într-o clădire de pe Raina bulvaris nr. 9, în centrul istoric al orașului Riga. Clădirea adăpostește, de asemenea, și o secție consulară⁠(d).

## Clădirea ambasadei
Clădirea actualei ambasade a Franței din Riga a fost construită în 1873 de către un comerciant german pe nume Jacob Hammer pentru fiica sa, Nathalie Emma Mentzendorf, pe unul dintre cele mai frumoase bulevarde ale orașului: Boulevard de l'Héritier. Fațada sa albastră este unul dintre elementele caracteristice care-i conferă originalitate. Edificiul a fost extins de mai multe ori la sfârșitul secolului al XIX-lea. După declararea independenței Letoniei⁠(d), această clădire a devenit sediul legațiilor⁠(d) și consulatelor⁠(d) mai multor state europene: Franța, Spania și Regatul Unit. Ea a fost naționalizată în 1940, după anexarea Letoniei de către Uniunea Sovietică, și a devenit apoi, în 1943, sediul autorităților de ocupație germane⁠(d). După cel de-Al Doilea Război Mondial, s-a mutat acolo Parchetul General Sovietic. Letonia a redevenit stat independent în anul 1991, în urma destrămării Uniunii Sovietice, iar clădirea a fost cedată din nou statului francez, fiind preluată de noul ambasador Jacques de Beausse, el însuși fiu al unui ministru plenipotențiar⁠(d) al legației interbelice. Clădirea Ambasadei a fost inaugurată oficial în 1992, în timpul vizitei în Letonia a președintelui francez François Mitterrand, primul șef de stat occidental care a vizitat țara.

## Ambasadori
| De la | Până la | Ambasador                                   |
| ----- | ------- | ------------------------------------------- |
| 1920  | 1921    | Louis de Sartiges                           |
| 1921  | 1924    | Damien de Martel⁠(d)                         |
| 1924  | 1925    | Charles Barrett                             |
| 1925  | 1930    | Odon de Castillon-Saint-Victor              |
| 1930  | 1939    | John Tripier                                |
| 1939  | 1940    | Henry Goiran                                |
| 1940  | 1991    | Fără relații diplomatice                    |
| 1991  | 1993    | Jacques de Beausse                          |
| 1993  | 1996    | Jane Debenest                               |
| 1996  | 1999    | Bernard Poncet                              |
| 1999  | 2002    | Louise Avon                                 |
| 2002  | 2006    | [[{{{2}}}\|Michael Foucher]]⁠(fr)[traduceți] |
| 2006  | 2008    | André-Jean Libourel                         |
| 2008  | 2010    | Pascal Fieschi                              |
| 2010  | 2013    | Chantal Poiret                              |
| 2013  | 2016    | Stéphane Visconti                           |
| 2016  | 2020    | Odile Soupison                              |
| 2020  | prezent | Aurélie Royet-Gounin                        |

## Relații consulare

### Comunitatea franceză
La 31 decembrie 2016 un număr de 269 de cetățeni francezi⁠(d) erau înscriși în registrele consulare din Letonia.
| An        | 2001 | 2002 | 2003 | 2004 | 2005 | 2006 | 2007 | 2008 | 2009 | 2010 | 2011 | 2012 | 2013 | 2014 | 2015 | 2016 |
| --------- | ---- | ---- | ---- | ---- | ---- | ---- | ---- | ---- | ---- | ---- | ---- | ---- | ---- | ---- | ---- | ---- |
| Populație | 69   | 90   | 112  | 114  | 167  | 190  | 186  | 190  | 180  | 166  | 193  | 198  | 203  | 207  | 227  | 269  |

Surse: date publice de pe site-ul data.gouv.fr și de la Ministerul francez al Afacerilor Externe⁠(d), pentru 2010, 2011,  2012, 2013, 2014, 2015 și 2016

### Circumscripții electorale
În urma promulgării legii din 22 iulie 2013 pentru reformarea reprezentării francezilor stabiliți în afara Franței prin înființarea de consilii consulare în cadrul misiunilor diplomatice, cetățenii francezi din circumscripția întinsă pe teritoriile statelor Estonia, Finlanda, Letonia și Lituania aleg trei consilieri consulari pentru un mandat de șase ani. Aceștia din urmă au trei roluri:
1. sunt reprezentanți aleși local ai francezilor care locuiesc în străinătate;
2. aparțin uneia dintre cele cincisprezece circumscripții electorale care-i aleg pe membrii Adunării Francezilor din străinătate⁠(d);
3. fac parte din colegiul electoral care-i alege pe senatorii reprezentanți ai francezilor stabiliți în afara Franței⁠(d).

Pentru alegerea membrilor Adunării Francezilor din străinătate, Letonia a aparținut până în 2014 circumscripției electorale cu sediul la Stockholm, care mai cuprindea Danemarca, Estonia, Finlanda, Islanda, Lituania, Norvegia și Suedia și desemna doi reprezentanți. Letonia aparține acum circumscripției electorale „Europa de Nord” (în franceză Europe du Nord), al cărei sediu este la Londra și care-i desemnează pe opt dintre cei 28 de consilieri consulari ai săi pentru a face parte din cei 90 de membri ai Adunării Francezilor din străinătate.
Pentru alegerea deputaților care-i reprezintă pe cetățenii francezi care locuiesc în străinătate⁠(d), Letonia este inclusă în circumscripția electorală nr. 3⁠(d).